# Diplophoenicus fleutiauxi
Diplophoenicus fleutiauxi là một loài bọ cánh cứng trong họ Cebrionidae. Loài này được Dolin & Girard miêu tả khoa học năm 2003.